# Çetin Güler
Çetin Güler (* 1940 in Istanbul) ist ein ehemaliger türkischer Fußballspieler und -trainer.

## Sportlicher Werdegang
Güler entstammt der Jugend von Fenerbahce Istanbul, wo er rund um das Jahr 1960 in die Wettkampfmannschaft aufrückte. 1961 wechselte er zum Ortsrivalen Kasımpaşa Istanbul, für den der Offensivspieler in den folgenden drei Jahren in der Millî Lig auf Torejagd ging. Nach dem Abstieg aus der höchsten Spielklasse ging er zum Hacettepe Gençlik Kulübü. Mit dem Klub scheiterte er im Türkiye Kupası 1964/65 zwar bereits im Viertelfinale gegen İstanbulspor, seine bis dato erzielten drei Tore machten ihn jedoch gleichauf mit Şenol Birol und Yüksel Gündüz von Fenerbahçe sowie Metin Oktay vom Titelträger Galatasaray Istanbul zum Torschützenkönig des Wettbewerbs. Zeitweise wegen eines Kreuzbandrisses außer Gefecht gesetzt bewegte er sich mit dem Klub unterdessen in der zweiten Tabellenhälfte und stieg mit ihm 1968 ebenso ab. Innerhalb der Hauptstadt zog er zu Gençlerbirliği Ankara weiter, auch hier folgte der Abstieg 1970 und anschließend die Verkündung des Karriereendes.
Ab Mitte der 1970er Jahre war Güler, der bereits Ende der 1960er Jahre parallel zu seiner Spielerkarriere die Trainerausbildung und ein Politikwissenschaftsstudium begonnen hatte, als Trainerassistent von Coşkun Özarı tätig. Gemeinsam betreuten sie die türkische Nationalmannschaft und als Assistent war er zudem zeitweise als Trainer für die U-21-Auswahlmannschaft zuständig. Nach dem Rücktritt Özarıs im Herbst 1976 war er gemeinsam mit Doğan Andaç für die Aufstellung bei 1:1 endenden Spiel gegen die DDR-Nationalmannschaft im Rahmen der Qualifikation für die Weltmeisterschaft 1978 zuständig und übernahm nach der Installation von Metin Türel als Nationaltrainer den Trainerposten bei Kocaelispor in der zweithöchsten Spielklasse. Anschließend kehrte er als Trainerassistent bei Galatasaray an die Seite von Özarı zurück. 1979 übernahm er nach dem gemeinsamen Rücktritt nach der verpassten Meisterschaft das Traineramt beim seinerzeitigen Erstligisten Diyarbakırspor. Nach dem verpassten Klassenerhalt war er in der Folge jeweils kurzzeitig bei Altınordu Izmir, İskenderunspor, Giresunspor, Adana Demirspor und Mardinspor in der zweiten Liga tätig. Im Sommer 1986 kehrte er als Trainer zu Kocaelispor in die ersten Liga zurück, nach zwölf Spielen ohne Sieg in Serie wurde er jedoch in Folge einer 0:2-Niederlage bei seinem Ex-Klub Diyarbakirspor im Dezember 1986 freigestellt. Später trainierte er noch die unterklassig antretenden Klubs Türk Telekomspor und Edirnespor, ehe er 1990 als Trainerausbilder zur Türkiye Futbol Federasyonu zurückkehrte.